# Сульфид платины(III)
Сульфид платины(III) — неорганическое соединение, 
соль металла платины и сероводородной кислоты с формулой Pt2S3,
серые кристаллы,
не растворяется в воде.

## Физические свойства
Сульфид платины(III) образует серые кристаллы,
не растворяется в воде.

## Химические свойства
- Разлагается при нагревании:

{\displaystyle {\mathsf {Pt_{2}S_{3}\ {\xrightarrow {225^{o}C}}\ 2Pt+3S}}}